# Courcelles-sur-Voire
Courcelles-sur-Voire és un municipi francès situat al departament de l'Aube i a la regió del Gran Est. L'any 2007 tenia 35 habitants.

## Demografia

### Població
El 2007 la població de fet de Courcelles-sur-Voire era de 35 persones. Hi havia 8 famílies de les quals 4 eren parelles sense fills i 4 parelles amb fills.
La població ha evolucionat segons el següent gràfic:
Habitants censats

### Habitatges
El 2007 hi havia 11 habitatges, 9 eren l'habitatge principal de la família, 1 era una segona residència i 1 estava desocupat. Tots els 11 habitatges eren cases. Dels 9 habitatges principals, 8 estaven ocupats pels seus propietaris i 1 estava llogat i ocupat pels llogaters; 1 tenia tres cambres, 3 en tenien quatre i 5 en tenien cinc o més. 6 habitatges disposaven pel capbaix d'una plaça de pàrquing. A 2 habitatges hi havia un automòbil i a 6 n'hi havia dos o més.

### Piràmide de població
La piràmide de població per edats i sexe el 2009 era:
| Homes | Edats   | Dones |
| ----- | ------- | ----- |
| 0     | 95 o +  | 0     |
| 0     | 90 a 94 | 0     |
| 0     | 85 a 89 | 0     |
| 0     | 80 a 84 | 0     |
| 0     | 75 a 79 | 4     |
| 0     | 70 a 74 | 0     |
| 0     | 65 a 69 | 0     |
| 0     | 60 a 64 | 0     |
| 0     | 55 a 59 | 0     |
| 4     | 50 a 54 | 0     |
| 0     | 45 a 49 | 4     |
| 0     | 40 a 44 | 0     |
| 0     | 35 a 39 | 0     |
| 0     | 30 a 34 | 0     |
| 0     | 25 a 29 | 0     |
| 4     | 20 a 24 | 0     |
| 0     | 15 a 19 | 0     |
| 0     | 10 a 14 | 0     |
| 0     | 5 a 9   | 0     |
| 0     | 0 a 4   | 0     |

## Economia
El 2007 la població en edat de treballar era de 22 persones, 14 eren actives i 8 eren inactives. De les 14 persones actives 11 estaven ocupades (7 homes i 4 dones) i 3 estaven aturades (1 home i 2 dones). De les 8 persones inactives 1 estava jubilada, 2 estaven estudiant i 5 estaven classificades com a «altres inactius».
Activitats econòmiques
Dels 2 establiments que hi havia el 2007, 1 era d'una empresa de comerç i reparació d'automòbils i 1 d'una empresa de serveis.

## Poblacions més properes
El següent diagrama mostra les poblacions més properes.